# Zawiszcze
Zawiszcze (biał. Завышша, Zawyszsza; ros. Завышье, Zawyszje) – wieś na Białorusi, w rejonie janowskim obwodu brzeskiego, około 19 km na południowy wschód od Janowa, nad jeziorem Zawiszczowskim.

## Historia
W dwudziestoleciu międzywojennym folwark leżący w Polsce, w województwie poleskim, w powiecie pińskim, w gminie Brodnica. W 1921 miejscowość liczyła 16 mieszkańców, zamieszkałych w 1 budynku. Wszyscy oni byli Polakami wyznania rzymskokatolickiego. Od 1945 roku – w ZSRR, od 1991 roku – na terenie Republiki Białorusi.
Zawiszcze należało do klucza telechańskiego, będącego własnością rodziny Pusłowskich. Wojciech Pusłowski (1877–1961), właściciel wsi, wybudował tu, nad jeziorem Zawiszczowskim okazały pałac, wokół którego urządził park krajobrazowy. Pałac był murowanym, dwukondygnacyjnym budynkiem, wzniesionym na planie czworokąta, na wysokich mieszkalnych suterenach. W jego frontowej elewacji, zwróconej w stronę jeziora, znajdowały się trzy ryzality, przed środkowym z nich był portyk w wielkim porządku zwieńczony trójkątnym frontonem, wspartym na dwóch parach jońskich kolumn.  
Ostatnim właścicielem Zawiszcza był w 1939 roku Karol Wojciech Pusłowski.
Pałac został zniszczony w czasie II wojny światowej. Po wojnie radzieccy pionierzy rozebrali ruiny na cegłę.
Majątek w Zawiszczach jest opisany w 2. tomie Dziejów rezydencji na dawnych kresach Rzeczypospolitej Romana Aftanazego.